# Paulina Harriet
Paulina Harriet Gorostarzón (Halsou, Pirineos Atlánticos, Francia; ¿1811? - Valladolid; 16 de noviembre de 1891), también conocida como Paulina de Dibildos por su matrimonio, fue una industrial y filántropa española de origen francés, conocida por ser la principal fundadora del colegio Nuestra Señora de Lourdes en Valladolid, perteneciente a la Orden de los Hermanos de las Escuelas Cristianas.

## Vida
Paulina Harriet era hija de Pedro Harriet, fiscal del rey de Francia en los Bajos Pirineos y más tarde diputado en la Asamblea Nacional de París durante la Revolución francesa y de Haura Marie Gorostarzou, una dama de ascendencia noble. Nació en la villa de Halsou, pero cuando Paulina tenía quince años la familia se trasladó a vivir a Bayona. El 11 de octubre de 1840 se casó en Hasparren con Juan Dibildos Barhó, un empresario textil vallisoletano, al que había conocido en un viaje a París. El matrimonio se trasladó a Valladolid para que él montara una fábrica de curtidos en la plaza de las Tenerías —emplazamiento tradicional de ese tipo de industrias en la ciudad—, que llegaría a ser la mayor de la provincia.
El matrimonio Dibildos Harriet residía junto a la fábrica, en una mansión situada en lo que hoy es el edificio del número 12 de la plaza de las Tenerías, y juntos tuvieron cuatro hijos (Felicia, Enrique, Pedro y Mauricio), pero Paulina no se limitó a su rol de esposa y madre. Pronto empezó a dedicarse a impartir catequesis en la cercana parroquia de San Ildefonso y a tratar de alfabetizar a los hijos de los obreros de la fábrica. Cuando Juan Dibildos murió en Bayona en 1874, ella se hizo cargo junto a sus hijos de la empresa.

### Fundación del colegio Nuestra Señora de Lourdes
En aquellos años, Paulina Harriet se dio cuenta de que las tareas de alfabetización que se había impuesto superaban sus propias capacidades, y decidió fundar una escuela gratuita para los hijos de los obreros y los niños de la parroquia de San Ildefonso. Su referencia era el modelo de los Hermanos de las Escuelas Cristianas, que había conocido en su país, y que habían educado a sus hijos en Toulouse y Hasparren. Gracias a la recomendación de Miguel Íscar, alcalde de la ciudad, entró en contacto con el superior de la Orden, ofreciéndole unos terrenos junto al río Pisuerga, algo aguas abajo de la curtiduría y de su residencia, mostrándole la necesidad de docencia en la ciudad para las clases trabajadoras y lo conveniente que sería extender la obra de su orden a España.
Las primeras respuestas fueron negativas o reticencias: la orden tenían numerosísimas peticiones para establecerse en España, puesto que había gigantescas necesidades que cubrir, y aún no había decidido si hacerlo, cómo y dónde. No solo se requerían los terrenos o el edificio, sino también las instalaciones y fondos para mantener la fundación en el tiempo. Cuando Ernestina Manuel de Villena logró la primera fundación española de La Salle en Madrid, ésta vino detrás, y en enero de 1883 el hermano Justino María, primer provincial lasaliano en España, visitó la ciudad y confirmó a Harriet y al arzobispo Sanz y Forés que las escuelas serían una realidad. Tras recibir la noticia, Paulina peregrinó a Lourdes en agradecimiento, devoción que determinó el futuro nombre del centro. El 21 de enero de 1884 llegaron a la estación de ferrocarril los tres primeros hermanos de La Salle, y dos días después (23 de enero, San Ildefonso) se inauguró el centro.

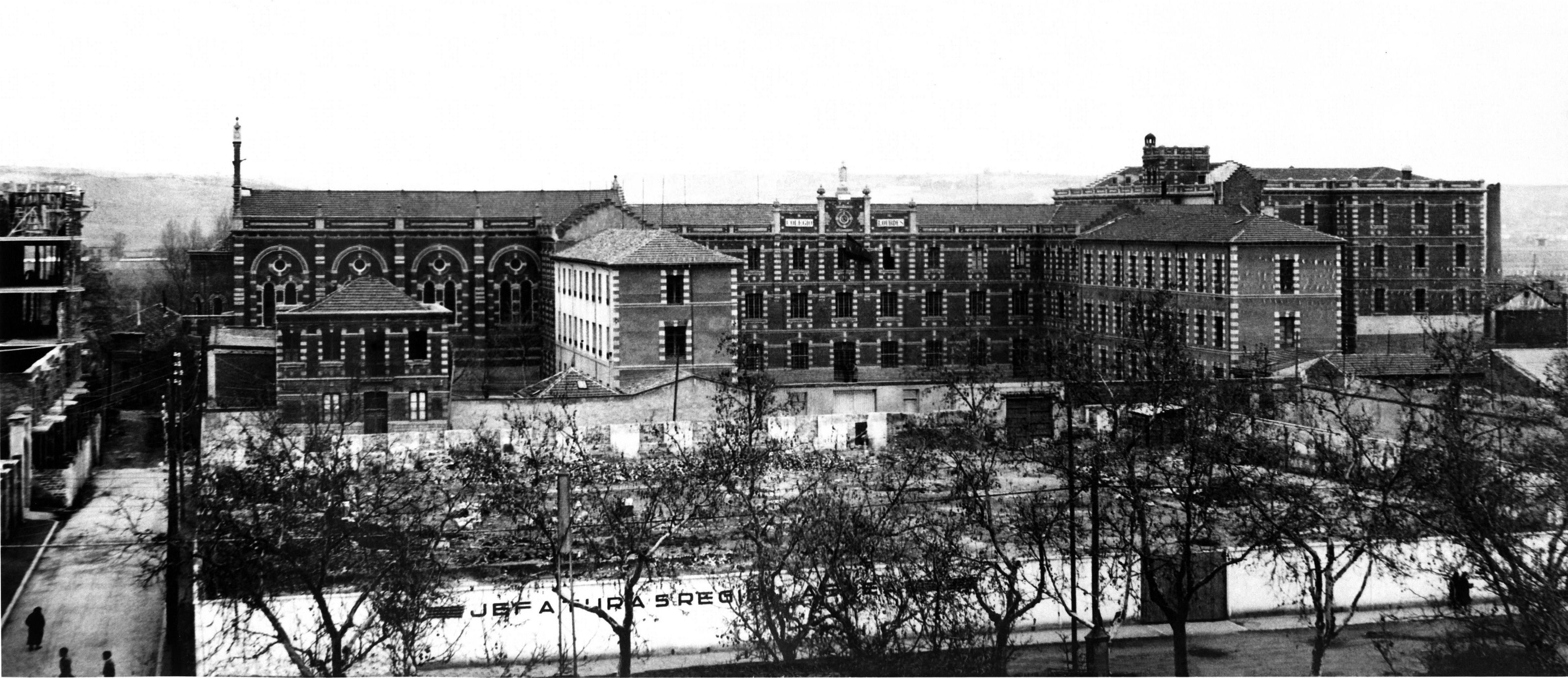
El Colegio Nuestra Señora de Lourdes en los años 1930, ya muy ampliado respecto a la fundación original de Paulina Harriet.

Paulina Harriet tomó intervención directa en los primeros años del centro educativo, llegando a determinar la sustitución de su primer director francés, el hermano Joldiniano, por considerarlo inconstante, por un lasaliano barcelonés, el hermano Dionisio.
Paulina Harriet falleció en Valladolid el 16 de noviembre de 1891, a los 82 años de edad. Sus exequias fueron un acontecimiento social importante en la población. En 1912 el ayuntamiento decidió darle su nombre a la que hasta entonces se llamaba calle del Sacramento, cercana a la curtiduría y a la residencia de la familia, y a la que da frente el colegio por ella promovido.